# Discocyrtus pizai
Discocyrtus pizai is een hooiwagen uit de familie Gonyleptidae.